# (263) Dresda
(263) Dresda est un astéroïde de la ceinture principale découvert par Johann Palisa le 3 novembre 1886 à Vienne. Son nom est un dérivé de la ville de Dresde.